# Jekaterina Alexandrowna Syssojewa
Jekaterina Alexandrowna Syssojewa (russisch Екатерина Александровна Сысоева, englische Schreibweise Ekaterina Sysoeva; * 3. Juni 1981 in Moskau, Sowjetunion) ist eine ehemalige russische Tennisspielerin.

## Karriere
Mit sieben Jahren begann Syssojewa Tennis zu spielen und das am liebsten auf Sand. Auf der WTA Tour gewann sie einen Doppeltitel und auf dem ITF Women’s Circuit waren es zwei Einzel- und zehn Doppeltitel.
Für die russische Fed-Cup-Mannschaft bestritt sie 1997 und 1998 vier Partien, von denen sie eine gewann.

## Turniersiege

### Doppel
| Nr. | Datum     | Turnier | Kategorie  | Belag | Partnerin              | Finalgegnerinnen                    | Ergebnis |
| --- | --------- | ------- | ---------- | ----- | ---------------------- | ----------------------------------- | -------- |
| 1.  | Juli 2002 | Palermo | WTA Tier V | Sand  | Jewgenija Kulikowskaja | Ljubomira Batschewa Angelika Roesch | 6:4, 6:3 |